# Heftziba
Heftziba (en hebreo: חפציבה) es un kibutz situado en el norte de Israel. Se encuentra entre los valles de Jezreel y Beit Shean, y está ubicado entre las ciudades de Afula y Beit Shean, está bajo la jurisdicción del concejo regional de Gilboa. En 2016 tenía una población de 648 habitantes. El kibutz fue fundado en 1922 por inmigrantes de Checoslovaquia y Alemania.